# Stare Kupiski
Stare Kupiski ist ein Dorf in der Landgemeinde Łomża im Powiat Łomżyński der Woiwodschaft Podlachien, im Nordosten von Polen.
Es liegt 6 km nordwestlich von Łomża und 78 km westlich von der Hauptstadt Białystok.

## Verwaltungsgeschichte
Bis zur Abschaffung der Gmina-Ebene 1954 gehörte das Dorf zur Gmina Kupiski mit Sitz in Łomżyca (heute Stadtteil von Łomża). Bei der Wiedereinführung der Gmina-Ebene 1973 wurde Stare Kupiski der neu geschaffenen Gmina Łomża zugeordnet.
1975–1998 gehörte Stare Kupiski mit der Gmina Łomża zur Woiwodschaft Łomża, bis diese 1998 in der Woiwodschaft Podlachien aufging.